# トヨタ・ソルーナヴィオス
ソルーナ ヴィオス（SOLUNA VIOS）は、トヨタ自動車がタイ市場向けに製造・販売していたセダンである。